# Кефалления (фема)
Фема Кефалиния или Кефалония (греч. θέμα Κεφαλληνίας/Κεφαλονίας, thema Kephallēnias/Kephalonias) — византийская фема в западной Греции, состоявшая из Ионических островов. Существовала с VIII по XII вв.

## История
Во времена Римской империи Ионические острова (Корфу, Кефалиния, Закинф, Итака, Лефкас и Китира) в разной степени входили в состав провинций Ахайя и Эпир. За исключением Китиры, они образовали отдельную фему Кефалления. Острова остались в значительной степени незатронутыми славянским вторжением и заселением Балкан в VII в/ и стали базой для восстановления имперского контроля и повторной эллинизации материкового побережья.
Неизвестно, когда именно была создана фема Кефалления. Император Константин VII Багрянородный в De administrando imperio писал, что изначально это была турма фемы Лангобардия в Южной Италии, а император Лев VI повысил её до стратегиса. Однако это явная ошибка, поскольку из источников до этой даты известно несколько случаев упоминания стратигов Кефаллении: Тактикон Успенского 842/843 гг., латинская хроника Annales regni Francorum в 809 г., ряд печатей ещё больше подталкивает к установлению границ Кефаллении, по крайней мере, как стратегиса, если не как фемы, к середине или концу VIII века.
Ошибка императора, однако, отражает тесную связь Кефалинии с имперскими владениями на юге Италии: Ионические острова служили основным коммуникационным звеном и плацдармом для операций в Италии и защищали морские подходы к Ионическому и Адриатическому морям от арабских пиратов. Лангобардия, вероятно, изначально была создана как турма Кефалления после повторного захвата Бари византийцами в 876 году. Тем не менее, в некоторых случаях командование Кефалленией и Лонгобардией (или, альтернативно, Никополем на материковой части Эпира) впоследствии принадлежало одному и тому же лицу.
Стратеги фемы, вероятно, базировались в основном в Кефалинии, но также засвидетельствованы и в других местах, например, на Корфу. В De administrando imperio, фема занимает седьмое место среди «западных», или европейских фем; как и во всех европейских фемах, её стратег не получал жалованья в 12 фунтов золота из имперской казны, но содержался за счёт налоговых поступлений. Кефалления была важна главным образом в морском контексте, и имела собственный флот, в котором под командованием турмархов мардаиты служили в качестве морских пехотинцев и гребцов. Другие турмархаи и подчиненные командиры возглавляли армейский гарнизон фемы. Историк Уоррен Тредголд оценивал вооруженные силы фемы в IX в. примерно в 2 тыс. человек. Фема также часто использовалась как место ссылки для политических заключенных.
Кефалиния часто упоминается в военных действиях IX—XI вв. В 809 году стратег Павел разбил венецианский флот у Далмации. В 880 году адмирал Насар нанес сокрушительное поражение грабившему острова фемы арабскому пиратскому флоту, а войска из Кефалинии впоследствии участвовали в византийском наступлении на Италию. Мардаиты из Кефалинии упоминаются в неудавшейся экспедиции 949 года против Критского эмирата. Последнее упоминание о стратеге Кефаллении относится к 1011 г., когда Контолеон Торникиос был отправлен в Италию для подавления восстания лангобардов. После краха византийского господства над южной Италией в середине XI в. важность фемы снизилась, и её возглавили гражданские губернаторы (krites).
С конца XI в. Ионические острова стали одним из мест борьбы в византийско-норманнских войнах. Остров Корфу принадлежал норманнам в 1081—1085 и 1147—1149 гг., а венецианцы безуспешно осаждали его в 1122—1123 гг. Остров Кефалиния также был безуспешно осаждён в 1085 г., но в 1099 г. был разграблен пизанцами, а в 1126 г. — венецианцами. Корфу и остальная часть фемы, за исключением Лефкаса, были захвачены норманнами при Вильгельме II в 1185 г. Хотя Корфу был возвращен византийцами к 1191 г., другие острова образовали пфальцграфство Кефалонии и Закинфа под командованием греческого адмирала Вильгельма Маргарит из Бриндизи.